# Svetislav Pešić
Svetislav Pešić (Novi Sad, Sèrbia, 28 d'agost de 1949) és un entrenador de bàsquet serbi, nacionalitzat alemany. Fou l'entrenador del FC Barcelona en dues etapes, durant les temporades 2002-2004 i posteriorment 2018-2020.

## Carrera esportiva
Ex-jugador de bàsquet, ha forjat el seu prestigi com a entrenador, considerat un dels millors del món. Ha triomfat com a seleccionador en guanyar un Campionat mundial de bàsquet amb Iugoslàvia i dos Eurobasket, un amb Iugoslàvia i un altre amb la selecció d'Alemanya. Pel que fa a clubs ha guanyat una Eurolliga (amb el FC Barcelona, el 2002), i una Copa Korac amb l'Alba Berlín, a més dels més importants títols nacionals a Espanya, Alemanya i Iugoslàvia.
Des de l'any 2004 fins al 2006 va ser l'entrenador del Lottomatica de Roma, de la Lliga italiana. Després de les negociacions amb el multimilionari Akasvayu Girona i el Real Madrid del seu amic Vlade Divac, Pešić va fitxar finalment pel Girona, club del qual va marxar l'estiu següent, després de treure a la llum diverses divergències amb la junta administrativa d'aquest club.
El juny de 2007 va fitxar pel Dinamo de Moscou de Rússia. La temporada 2008-09 va dirigir l'Estrella Roja de Belgrad i el 16 de novembre de 2010 va signar un contracte fins a final de temporada amb el Power Electronics València
Pesic tornà a entrenar el 2011 l'Estrella Roja de Belgrad del seu país natal. El febrer de 2012 accepta el càrrec d'entrenador de la Selecció de bàsquet d'Alemanya, amb la qual va guanyar una sorprenent medalla d'or en l'Eurobasket de 1993.
Des de 2012 a 2016 va ser entrenador del Bayern de Münic.
El 9 febrer de 2018 i després de més de tretze anys i mig de la seva primera època en el Futbol Club Barcelona torna a l'equip blaugrana, per fer-se amb les regnes del club fins a final de la temporada. Després de només quatre partits oficials en el seu retorn a Barcelona (un de lliga ACB i tres de Copa del Rei), aconsegueix fer campions els blaugrana, contra tot pronòstic, de la Copa del Rei, vencent en la final al Reial Madrid per 90-92. La temporada següent revalida el títol de la Copa del Rei davant el Reial Madrid per un ajustat marcador de 94-93.
L'1 de juliol de 2020, només un dia després de perdre la Lliga ACB 2019-20 davant el Kirolbet Baskonia, va ser cessat com a entrenador barcelonista, malgrat que encara li quedava un any de contracte.
Cal esmentar que Pešić té també la nacionalitat alemanya, igual que el seu fill Marko, ex internacional amb la selecció teutona i des de 2011 director esportiu del Bayern de Múnic.

### Trajectòria com a jugador
- KK Partizan: 1967-1971
- KK Bosna Sarajevo: 1971-1979

### Trajectòria com a entrenador
- Bosna Sarajevo (Iugoslàvia): 1982-1987.
- Selecció de bàsquet de Iugoslàvia Cadet i Júnior: 1984-1987.
- Selecció de bàsquet d'Alemanya: 1987-1993.
- Alba Berlin (Alemanya): 1993-2000.
- Rhein Energy Colònia (Alemanya): 2001-2002.
- Selecció de bàsquet de Iugoslàvia: 2001 i 2002.
- FC Barcelona (Catalunya): 2002-2004.
- Pallacanestro Virtus Roma (Itàlia): 2004-2006
- Club Bàsquet Girona (Catalunya): 2006-2007.
- Dinamo de Moscou (Rússia): 2007-2008
- Estrella Roja (Sèrbia): 2008-2009.
- Power Electronics València (País Valencià): 2010-2011
- FC Barcelona Lassa (Catalunya): 2018-2020

## Palmarès com a jugador
- 1 Lliga de Iugoslàvia: 1977-78, amb Bosna Sarajevo.
- 1 Copa d'Europa: 1978-79, amb Bosna Sarajevo.

## Palmarès com a entrenador

### Títols de Selecció
- 1 Medalla d'Or en el Campionat mundial de Bàsquet: Indianápolis'2002, amb la selecció de bàsquet de Iugoslàvia.
- 2 Medalles d'Or en l'Eurobasket:

- 1 amb la Selecció Nacional de bàsquet d'Alemanya: Alemanya'1993.
- 1 amb la Selecció Nacional de bàsquet de Iugoslàvia: Turquia'2001.

- 2 Medalles d'Or en el Campionat del Món de Bàsquet Júnior: Gmunden'1986 i Bormio'1987, amb la selecció de Iugoslàvia júnior.
- 1 Medalla d'Or en el Campionat d'Europa de Bàsquet Cadete: Rousse'1985, amb la selecció de Iugoslàvia cadet.

### Títols de Club
- Títols internacionals:

- 1 Eurolliga: 2002-2003, amb el FC Barcelona.
- 1 Copa Korac: 1994-1995, amb l'Alba Berlin.
- 1 FIBA EuroCup: 2006-07, amb el CB Girona.

- Títols nacionals:

- A Alemanya:

- 4 Lligues d'Alemanya: 1996-1997, 1997-1998, 1998-1999 i 1999-2000, amb l'Alba Berlin.
- 2 Copes d'Alemanya: 1996-1997 i 1998-1999, amb l'Alba Berlin.

- A Espanya:

- 2 Lliga ACB: 2002-2003 i 2003-2004, amb el FC Barcelona.
- 3 Copes del Rei de bàsquet: 2002-2003, 2017-2018 i 2018-2019, amb el FC Barcelona.

- A Iugoslàvia:

- 1 Lliga de Iugoslàvia: 1982-1983, amb el Bosna Sarajevo.
- 1 Copa de Iugoslàvia: 1983-1984, amb el Bosna Sarajevo.

### Títols individuals
- Nomenat "Entrenador de l'Any" a Alemanya en les temporades 1991-1992, 1995-1996 i 1997-1998.
- Medalla al Mèrit de la Federació Alemanya de Bàsquet el 1994.